# Близкие друзья (Сезон 3)
Премьера третьего сезона американо-канадского сериала «Близкие друзья» (англ. Queer As Folk) состоялась 2 марта 2003 года на каналах «Showtime» в США и 7 апреля 2003 года на «Showcase» Канаде. Сезон состоит из 14 эпизодов.

## Сюжет
Поняв, что он не может получить всё, чего хочет от отношений с Брайаном, Джастин решает уйти от него к молодому скрипачу Итану Голду, подающему большие надежды. И пока Джастин счастлив в новых отношениях, Брайан не может забыть юношу, и продолжает его всячески опекать.
В отношениях Майкла и Бена назревает кризис, когда умирает от ВИЧ знакомый Бена, он начинает больше времени проводить в спортзале, желая укрепить иммунитет, а затем и вовсе начинает принимать стероиды, что так же пагубно сказывается на его здоровье.
Тэд и Эмметт постепенно привыкают к новому статусу в их взаимоотношениях — они становятся парой. И, как и у любой пары, у них возникают свои проблемы на почве совместной жизни.
Мэлани и Линдси решают, что пришло время завести второго ребёнка — после лечебной процедуры Мэлани получает шанс родить малыша, но когда встаёт вопрос о том, кто станет донором спермы, мнения супругов расходятся — Линдси хочет, чтобы это вновь был Брайан, дабы у их детей был один отец, в то время как Мэлани против этой идеи. Вскоре, однако, женщины приходят к компромиссу, который устраивает их обеих — они выбирают Майкла.
Дэбби начинает встречаться полицейским Карлом Хорватом, который расследовал дело об убийстве молодого гея, тело которого нашла Дэбби в контейнере для мусора. А у Питтсбурга появляется новый кандидат в мэры — шеф полиции Джим Стоквелл, ярый гомофоб, покрывающий своего друга и коллегу, убившего того самого молодого гея. Между тем Брайан начинает работать на Стоквелла, занимаясь его предвыборной кампанией.

## В ролях
| Основной состав: - Гейл Харольд — Брайан Кинни - Хэл Спаркс — Майкл Новотны - Ренди Харрисон — Джастин Тейлор - Питер Пейдж — Эмметт Ханикатт - Скотт Лоуэлл — Теодор Шмидт - Теа Гилл — Линдси Питерсон - Мишель Клуни — Мелани Маркус - Шерон Глесс — Дебби Новотны - Джек Уэзеролл — Вик Грасси | Приглашённые звёзды: - Шерри Миллер — Дженнифер Тейлор - Макила Смит — Дафни Чендерс - Роберт Гант — Профессор Бен Бракнер - Фабрицио Филиппо — Итан Голд - Дэвид Джайнополус — Джим Стоквелл - Гаррис Аллан — Джеймс «Хантер» Монтгомери - Питер Макнилл — Детектив Карл Хорват - Линдси Коннелл — Трейси - Уэйн Бест — Кеннет Райкерт - Марни МакФейл — Рита Монтгомери - Карло Рота — Гарднер Вэнс |

## Описание эпизодов
| Эпизод | Название                                                                      | Дата выхода в эфир (2003)         | Режиссёр         | Сценаристы                                |
| --- | ----------------------------------------------------------------------------- | --------------------------------- | ---------------- | ----------------------------------------- |
| |                                                                               |                                   |                  |                                           |
| 3x01 (43) | «Mad Dog Kinney» «Бешеный пёс Кинни»                                          | 2 марта (США) 7 апреля (Канада)   | Джереми Подэзва  | Рон Коэн и Дэниэл Липман                  |
| Майкл в бешенстве от того, что Джастин бросил Брайана — мужчина пытается прогнать юношу из своей жизни и жизни друзей, однако те не поддерживают его. В том числе и Дэбби. Тэд и Эмметт пытаются заняться впервые сексом, однако обоих беспокоит один вопрос — смогут ли они сохранить дружеские отношения в случае расставания. Майкл и Бен подумывают съехаться. Мэлани и Линдси решают, что хотят завести ещё одного ребёнка. Между тем, на их вечеринке, Брайан в гневе бьёт Майкла, который негативно высказался в адрес Джастина, пришедшего на вечеринку вместе с Итаном. |                                                                               |                                   |                  |                                           |
| |                                                                               |                                   |                  |                                           |
| 3x02 (44) | «House Full Of Children» «Дом, полный детей»                                  | 9 марта (США) 14 апреля (Канада)  | Брюс Макдональд  | Рон Коэн, Дэниэл Липман и Майкл МакЛеннон |
| Тэд и Эмметт наслаждаются своими отношениями. Поклонники требуют продолжения комикса «Rage», но будущее проекта под вопросом, так как Джастин не разговаривает с Майклом. Джастин пытается придумать, как раздобыть денег, иначе ему придётся платить за обучение, которое раньше оплачивалось из кармана Брайана. Оставшись один, Брайан начинает заниматься сексом с молодыми людьми, похожими на Джастина. Мэлани хочет завести ещё одного ребёнка, а Эмметт пытается не поддаться соблазнам прошлого в виде невероятного привлекательного чернокожего парня. Джастин знакомит Итана со своей матерью, которая советует обратиться юноше за помощью к отцу. Позже выясняется, что кто-то оплатил его обучение — Джастин сразу понимает, что за этим щедрым поступком стоит Брайан. Джастин приходит к Брайану, чтобы поблагодарить его, а Тэд узнаёт, что Эмметт изменил ему. |                                                                               |                                   |                  |                                           |
| |                                                                               |                                   |                  |                                           |
| 3x03 (45) | «Doctors Of Dickology» «Доктора членологии»                                   | 16 марта (США) 21 апреля (Канада) | Лори Линд        | Рон Коэн, Дэниэл Липман и Эфрум Сигер     |
| Брайан покупает новую машину, а Линдси и Мэлани просят его стать донором для рождения ещё одного ребёнка. Дэбби переживает из-за предстоящей интимной близости с Карлом. Бен не хочет съезжаться с Майклом и занимается поисками квартиры для себя. Брайан просит Джастина нарисовать постер для благотворительного мероприятия, в котором Мэлани уговорила принять участие Брайана. Готовясь к свиданию с Карлом, Дэбби отправляется в тренажёрный зал, куда ходит Майкл. Бен переживает, когда узнаёт, что умер его друг. Тэд и Эмметт дают Дэбби уроки мастер-класса по оральному сексу — в итоге, Дэбби обижается на Карла, так как тот выбирает не самый лучший способ, чтобы сказать, что секс был бесподобен. Позже Эмметт и Тэд идут к Карлу, чтобы объяснить ему ситуацию. Бен начинает принимать стероиды. |                                                                               |                                   |                  |                                           |
| |                                                                               |                                   |                  |                                           |
| 3x04 (46) | «Brat-Sitting» «Козни выродка»                                                | 30 марта (США) 28 апреля (Канада) | Кэри Скоглэнд    | Рон Коэн, Дэниэл Липман и Дэл Шорс        |
| Тэд и Эмметт начинают совместную жизнь и понимают, что они очень разные. Мэлани и Линдси просят Майкла стать отцом их ребёнка, но сам Майкл сомневается, несмотря на восторг Дэбби. Брайан вынужден присматривать за свои хулиганистым племянником-гомофобом — он пытается обворовать Брайана, и когда тот наказывает мальчика, он говорит своей матери, что Брайан пытался его растлить. Вик понимает, что Бен скрывает свои переживания относительно болезни. Джастин вновь спасает Брайана от тюрьмы. |                                                                               |                                   |                  |                                           |
| |                                                                               |                                   |                  |                                           |
| 3x05 (47) | «There’s Nothing Noble About Being Poor» «В бедности нет ничего благородного» | 6 апреля (США) 5 мая (Канада)     | Кэлли Мэйкин     | Рон Коэн, Дэниэл Липман и Шон Постофф     |
| Сдавая генетический материал, Майкл терпит неудачу, из-за чего Брайан начинает подтрунивать над ним. Дэбби и Вик выступают против кандидатуры шефа полиции Стоквелла, баллотирующегося в мэры города, а также его программы. Несмотря на это, Брайан берётся разработать программу для Стоквелла. Итан проигрывает конкурс молодых исполнителей, однако им заинтересовывается агент по поиску талантов. Майкл чувствует, что Бен отдаляется от него. Дженнифер предлагает свои услуги Тэду и Эмметту, подыскивающим дом. Брайан подталкивает Итана к заключению контракта, главным условием которого должна стать гетеросексуальная ориентация юноши. Майкл узнаёт, что Бен принимает стероиды. |                                                                               |                                   |                  |                                           |
| |                                                                               |                                   |                  |                                           |
| 3x06 (48) | «One Ring To Rule Them All» «Кольцо всевластия»                               | 13 апреля (США) 12 мая (Канада)   | Брюс Макдональд  | Рон Коэн, Дэниэл Липман и Брэд Фрэйзер    |
| Перед отъездом Итан дарит Джастину кольцо. Брайан уговаривает Стоквелла изменить имидж и его предвыборную кампанию. Эмметт и Тэд переезжают в новый дом, где их соседями оказываются семейные дамы, знающие о геях только то, что показывают в сериалах. Когда Майкл решается на разговор с Беном, мужчина говорит вслух то, что уже давно было в головах обоих возлюбленных. Стоквелл устраивает проверки на Либерт-авеню. Джастин хочет сделать сюрприз Итану, приехав на его концерт, однако самого Джастина ждёт разочарование. На званный обед в честь Тэда и Эмметта, устроенного новыми соседями, приезжает полиция и арестовывает Тэда, в компании которого работал несовершеннолетний — его помощник Эдди. |                                                                               |                                   |                  |                                           |
| |                                                                               |                                   |                  |                                           |
| 3x07 (49) | «Stop Hurting Us» «Оставь нас в покое»                                        | 20 апреля (США) 19 мая (Канада)   | Кевин Инч        | Рон Коэн, Дэниэл Липман и Майкл МакЛеннон |
| Эмметт умоляет Брайана бросить работу на Стоквелла и помочь снять обвинения против Тэда, иначе ему грозит огромный штраф — и это при лучшем раскладе дел. Джастин подозревает, что Итан изменил ему. Бен теряет над собой контроль, а Мэлани узнаёт, что беременна. Вик пытается внушить Майклу, что у Бена серьёзные проблемы. Во время романтического ужина к Итану приходит его поклонник, с которым Джастин видел его после концерта. Брайану удаётся отговорить Стоквелла от вынесения приговора о тюремном заключении, убедив его в том, что это не пойдёт на пользу его кампании. У Вика появляется возлюбленный по имени Родни. Майкл понимает, что в его отношениях с Беном настали «крутые времена, требующие крутых решений». Тэд вынужден закрыть свой бизнес. |                                                                               |                                   |                  |                                           |
| |                                                                               |                                   |                  |                                           |
| 3x08 (50) | «Hunt(er) For Love» «Жаждущий любви»                                          | 27 апреля (США) 26 мая (Канада)   | Брюс Макдональд  | Рон Коэн, Дэниэл Липман и Эфрум Сигер     |
| Джастин собирается вернуть Брайана и устраивается интерном в его компанию. Тэду не нравится, что Эмметт стал кормильцем семьи. Майкл и Бен пытаются помочь юноше по имени Хантер, который зарабатывает проституцией. Мэлани после долгого перерыва возвращается к работе и понимает, что тоскует по дому. |                                                                               |                                   |                  |                                           |
| |                                                                               |                                   |                  |                                           |
| 3x09 (51) | «Big Fucking Mouth» «Огромный рот»                                            | 11 мая (США) 2 июня (Канада)      | Кэлли Мэйкин     | Рон Коэн, Дэниэл Липман и Дэл Шорс        |
| Мэлани сокращает количество часов в адвокатской конторе. Тэд впадает в депрессию, когда возвращается к работе в магазине, где работал Майкл. Стоквелл планирует увеличить давление на Либерти-авеню. Брайан и Джастин вновь начинают встречаться. Дэбби просят выступить на вечеринке по сбору благотворительных средств для геев-подростков. Джастин предлагает Майклу сделать «Rage» более откровенным комиксом. Бар «У Вуди» закрывают из-за нарушений во время вечеринки по сбору средств. Дэбби устраивает пикет у полицейского участка. Мэлани получает возможность вести дело, которого она добивалась очень долго, но в этот момент у неё возникают трения с Линдси насчёт воспитания детей. Стоквелл узнаёт, что Брайан — гей, и увольняет его. У Карла возникают проблемы с Дэбби и его непосредственным боссом — Стоквеллом. Чтобы защититься от нападок Дэбби, Стоквелл говорит прессе, что его близкий друг и руководитель предвыборной кампании Брайан Кинни — гей. |                                                                               |                                   |                  |                                           |
| |                                                                               |                                   |                  |                                           |
| 3x10 (52) | «Uncle Ben» «Дядя Бен»                                                        | 18 мая (США) 9 июня (Канада)      | Кевин Инч        | Рон Коэн, Дэниэл Липман и Шон Постофф     |
| Брайан и Джастин ссорятся из-за того, что Брай работает на Стоквелла. Тэд уезжает на выходные и заводит новых друзей, получив приглашение на секс-вечеринку. Мэлани раздражает излишнее внимание Майкла, которое он проявляется к ней и малышу. Хантер попадает в больницу и звонит Бену. Джастин начинает тайную анти-кампанию, направленную на Стоквелла. Между тем, Стоквелл хочет вновь нанять Брайана. Бену сообщают, что у Хантера ВИЧ. Джастин по ночам тайком распечатывает свои плакаты. Узнав об этом и поразмыслив, Брайан решает помочь Джастину в расклейке. |                                                                               |                                   |                  |                                           |
| |                                                                               |                                   |                  |                                           |
| 3x11 (53) | «Poster May Lead To The Truth» «Истина в… постере»                            | 25 мая (США) 16 июня (Канада)     | Крис Гризмер     | Рон Коэн, Дэниэл Липман и Брэд Фрэйзер    |
| Бен и Майкл ищут Хантера, чтобы сообщить ему, что он ВИЧ-инфицирован. Встреча Стоквелла с представителями гей-сообщества проходит не очень хорошо, когда Джастин и его друзья напоминают о нераскрытых преступлениях, совершённых на почве ненависти к геям. У Тэда, увязнувшего в депрессии, появляются проблемы с наркотиками. Бен хочет, чтобы Хантер пожил у них некоторое время. Стоквелл узнаёт, что Брайан подставил его — в результате Брайана увольняют из рекламного агентства. Мэлани и Линдси просят Тэда руководить их фондом для колледжа Гаса. |                                                                               |                                   |                  |                                           |
| |                                                                               |                                   |                  |                                           |
| 3x12 (54) | «Drugs, Sex & Lies» «Наркотики, секс и ложь»                                  | 8 июня (США) 23 июня (Канада)     | Дэвид Уэллингтон | Рон Коэн, Дэниэл Липман и Майкл МакЛеннон |
| Пытаясь подорвать авторитет Стоквелла, Брайан собирается больше узнать о смерти того юноши Джейсона, которого Дэбби нашла в мусорке. Мэлани и Линдси уговаривают Эмметта вторгнуться в личное пространство Тэда, когда понимают, что тот попал в неприятности. Позже Эмметт узнает, что Тэд украл деньги с личного фонда Гаса, который ему доверили Мел и Линдси, чтобы поехать на вечеринку с наркотиками в другой город. Майклу не нравится, что Хантер живёт с ним и Беном, однако постепенно сам привязывается и начинает волноваться за него. Дэбби узнаёт, что Хантер был знаком с Джейсоном и видел, с кем он ушёл из бара в ночь своей гибели, несмотря на предупреждения Хантера — женщина обращается к Карлу, который говорит, что дело закрыто Стоквеллом. Тэд начинает употреблять наркотики. Брайан начинает вести собственное расследование убийства юноши, и узнает, что в ночь гибели Джейсон ушел с полицейским под руководством Стоквелла. |                                                                               |                                   |                  |                                           |
| |                                                                               |                                   |                  |                                           |
| 3x13 (55) | «Tweaked-Out, Fucked-Out Crystal Queen» «От****анная кристальная королева»    | 15 июня (США) 30 июня (Канада)    | Алекс Чаппл      | Рон Коэн, Дэниэл Липман и Эфрум Сигер     |
| Джастин вынужден принести публичные извинения перед комитетом университета за свои действия, подорвавшие репутацию программы по стажировке. Хантер добывает сперму бывшего полицейского Кеннета Райкерта, которого Брайан подозревает в убийстве Джейсона Кэмпа — мужчина относит материал для анализов Карлу. Эмметт всё ещё не разговаривает с Мэлани и Линдси, а Майкл понимает, что он употребляет наркотики вместе с Тэдом. Бен и Майкл обсуждают между собой бесполезность перевоспитания Хантера и решают отпустить его - их разговор подслушивает сам Хантер и пытается исправиться, вернувшись в школу. Брайан понимает, что Стоквелл прикрыл своего напарника, предложив ему «замять» дело об убийстве Джейсона, если он уйдёт в отставку. Тэд и Эмметт расстаются. Бен и Майкл устраивают вечеринку в честь Дня Рождения, попутно узнав настоящее имя Хантера и его возраст - он оказывается шестнадцатилетним Джеймсом Хантером Монтгомери. Джастина исключают после того, как он отказывается извиняться перед Стоквеллом. Карл рассказывает Брайану, что Кеннет Райкерт был найден в гараже мертвым, предположительно, совершив суицид. |                                                                               |                                   |                  |                                           |
| |                                                                               |                                   |                  |                                           |
| 3x14 (56) | «The Election» «Выборы»                                                       | 22 июня (США) 7 июля (Канада)     | Кэлли Мэйкин     | Рон Коэн и Дэниэл Липман                  |
| Эмметт временно живёт у Мэлани и Линдси. Брайан угрожает Стоквеллу раскрытием правды о Райкерте накануне выборов, а Дэбби собирает марш несогласных. Тэд опускается на самое дно. Биологическая мать «Хантера» появляется на пороге квартиры Бена и Майкла — она требует полной опеки над сыном. Брайан продаёт свои вещи после того, как он оплачивает рекламный ролик, раскрывающий правду о Стоквелле. Хантер рассказывает Бену и Майклу, что это его мать заставила его заняться проституцией. Тэд решает бросить наркотики и ложится в клинику — там он встречает Блейка, работающего психологом. Стоквелл проигрывает выборы. Майкл и Хантер сбегают от полиции на машине Брайана. |                                                                               |                                   |                  |                                           |
| |                                                                               |                                   |                  |                                           |

## Выход на видео
В США первый сезон сериала был издан на VHS и DVD 24 февраля 2004 год. VHS-коллекция состояла из 4 видеокассет. DVD-набор под названием «The Complete Third Season. Collector’s Edition» состоял из 5 дисков, на которых, кроме 14 эпизодов, расположились дополнительные материалы:
- Комментарии авторов и актёров к 3эпизодам (англ. Cast & Crew Commentary On 3 Episodes)
- На съёмках: работа режиссёра (англ. Behind The Camera: The Director's With The Cast & Crew)
- Горячие летние деньки (англ. Hot Summer Days)
- Неудачные дубли (англ. Wrap Party Reel)
- На входе в Вавилон в Лос-Анджелесе (англ. Enter Babylon: Los Angeles)
- Музыкальное видео (англ. Music Video)
- Цитаты и примечания (англ. Quotes, Folks & Notes)
- Анимированная фото-галерея (англ. Animated Photo Gallery)
- Превью 4-го сезона (англ. Season 4 Sneak Peak)
- ТВ-ролики и трейлеры сериала (англ. TV Spots & Trailers)

В России сериал ни на DVD, ни на VHS не издавался.